# Henri Labussière
Henri Labussière (Villeneuve-Saint-Georges, 20 de marzo de 1919 - París, 15 de junio de 2008) fue actor teatral, cinematográfico y televisivo de nacionalidad francesa.
Apareció principalmente en el escenario en varias comedias entre 1949 y 2000. Como actor de cine protagonizó War of the Buttons de Yves Robert en 1962. Con una carrera de 50 años rodó más de 150 filmes y fue uno de los actores de reparto más representativos del cine francés, trabajo siempre junto a los más grandes intérpretes de la cinematografía de su país: Jean Gabin, Lino Ventura, Bourvil, Fernandel, Jean-Paul Belmondo o Louis de Funès.
Es más conocido por haber prestado su voz al profesor Tournesol en la serie animada de 1991 (producida por Ellipse y Nelvana), a Panoramix en la mayoría de las adaptaciones de dibujos animados de las aventuras de Astérix, así como a la padre en Los Rugrats.
Murió de un aneurisma aórtico abdominal el 15 de junio de 2008 y fue enterrado en el Cementerio del Père-Lachaise (23ª División).

## Filmografía
- Un homme et son chien (2008)
- Le mal de mère (2001)
- Astérix y Obélix contra César (1999)
- La camarera del Titanic (1997)
- La ballade de Titus (1997)
- Le dernier des pélicans (1996)
- Une trop bruyante solitude (1996)
- Un héros très discret (1996)
- Beaumarchais l'insolent (1996)
- Les grands ducs (1996)
- Fantôme avec chauffeur (1996)
- Ainsi soient-elles (1995)
- Les cent et une nuits de Simon Cinéma (1995)
- Les anges gardiens (1995)
- La reine Margot (1994)
- Faut pas rire du bonheur (1994)
- La chambre 108 (1993)
- Justinien Trouvé, ou le bâtard de Dieu (1993)
- Je m'appelle Victor (1993)
- Sur la terre comme au ciel (1992)
- El regreso de Casanova (1992)
- Les amies de ma femme (1992)
- Une époque formidable... (1991)
- Les secrets professionnels du Docteur Apfelgluck (1991)
- L'opération Corned Beef (1991)
- Netchaïev est de retour (1991)
- Merci la vie (1991)
- Les clés du paradis (1991)
- Trois années (1990)
- Alberto Express (1990)
- Faux et usage de faux (1990)
- Après après-demain (1990)
- Promotion canapé (1990)
- Astérix et le coup du menhir (1989)
- Babar: the movie (1989)
- Astérix chez les Bretons (1986)
- Astérix et la surprise de César (1985)
- Le jumeau (1984)
- Garde à vue (1981)
- Les chiens (1979)
- Confidences pour confidences (1979)
- Je te tiens, tu me tiens par la barbichette (1979)
- La ville des silences (1979)
- La ballade des Dalton (1978)
- L'homme pressé (1977)
- Armaguedon (1977)
- L'amour en herbe (1977)
- Nous irons tous au paradis (1977)
- L'homme qui aimait les femmes (1977)
- Quand la ville s'éveille (1977)
- Le chasseur de chez Maxim's (1976)
- La flûte à six schtroumpfs (1976)
- Le grand escogriffe (1976)
- Le corps de mon ennemi (1976)
- Si c'était à refaire (1976)
- Docteur Françoise Gailland (1976)
- Le juge et l'assassin (1976)
- Les 12 travaux d'Astérix (1976)
- L'aile ou la cuisse (1976)
- Le téléphone rose (1975)
- C'est pas parce qu'on n'a rien à dire qu'il faut fermer sa gueule! (1975)
- Les onze mille verges (1975)
- Que la fête commence... (1975)
- Une baleine qui avait mal aux dents (1974)
- Ursule et Grelu (1974)
- Par le sang des autres (1974)
- Les valseuses (1974)
- La gueule de l'emploi (1974)
- Touche pas à la femme blanche (1974)
- El fantasma de la libertad (1974)
- Deux hommes dans la ville (1973)
- Au rendez-vous de la mort joyeuse (1973)
- Elle cause plus, elle flingue (1972)
- La nuit bulgare (1972)
- Le franc-tireur (1972)
- L'ingénu (1972)
- Un meurtre est un meurtre (1972)
- L'odeur des fauves (1972)
- Juste avant la nuit (1971)
- On est toujours trop bon avec les femmes (1971)
- Le cri du cormoran, le soir au-dessus des jonques (1971)
- Max et les ferrailleurs (1971)
- La grande maffia... (1971)
- Le mur de l'Atlantique (1970)
- Les belles au bois dormantes (1970)
- Point de chute (1970)
- Et qu'ça saute! (1970)
- Le temps des loups (1970)
- Le bourgeois gentil mec (1969)
- Sous le signe du taureau (1969)
- Une veuve en or (1969)
- Le voleur de crimes (1969)
- Dieu a choisi Paris (1969)
- Le petit baigneur (1968)
- La grande lessive (!) (1968)
- Sous le signe de Monte-Cristo (1968)
- Astérix et Cléopâtre (1968)
- Le plus vieux métier du monde (1967)
- Le dimanche de la vie (1967)
- Les grandes vacances (1967)
- Le Saint prend l'affût (1966)
- Le voyage du père (1966)
- Martin Soldat (1966)
- La bourse et la vie (1966)
- Trois enfants... dans le désordre (1966)
- Le facteur s'en va-t-en guerre (1966)
- La ligne de démarcation (1966)
- Les malabars sont au parfum (1966)
- Le caïd de Champignol (1966)
- Les grandes gueules (1965)
- Les tribulations d'un Chinois en Chine (1965)
- Quand passent les faisans (1965)
- Les copains (1965)
- Pleins feux sur Stanislas (1965)
- Une ravissante idiote (1964)
- Les pieds nickelés (1964)
- Un monsieur de compagnie (1964)
- Les plus belles escroqueries du monde (1964)
- Cyrano et d'Artagnan (1964)
- Comment épouser un premier ministre (1964)
- La chasse à l'homme (1964)
- La bonne soupe (1964)
- Requiem pour un caïd (1964)
- La foire aux cancres (Chronique d'une année scolaire) (1963)
- L'abominable homme des douanes (1963)
- Ballade pour un voyou (1963)
- Le diable et les 10 commandements (1962)
- Nous irons à Deauville (1962)
- Un clair de lune à Maubeuge (1962)
- Les mystères de Paris (1962)
- Les petits matins (1962)
- Le bateau d'Émile (1962)
- La guerre des boutons (1962)
- Un soir sur la plage (1961)
- Tirez sur le pianiste  (1960)
- Le panier à crabes (1960)
- Voulez-vous danser avec moi (1959)
- Archimède, le clochard (1959)
- Taxi, roulotte et corrida (1958)
- La polka des menottes (1957)
- Le désir mène les hommes (1957)
- Pardonnez nos offenses (1956)
- Mitsou ou Comment l'esprit vient aux filles... (1956)
- Le printemps, l'automne et l'amour (1955)
- L'affaire des poisons (1955)
- Razzia sur la chnouf (1955)
- Les deux font la paire (1954)
- Si Versailles m'était conté (1954)
- Sang et lumières (1954)
- Minuit... Champs-Elysées (1954)
- Horizons sans fin (1953)
- Le portrait de son père (1953)
- Monsieur Leguignon, lampiste (1952)
- Poil de carotte (1952)
- Les amants de Bras-Mort (1951)
- La nuit est mon royaume (1951)